# Meteor Dniepropetrowsk
Meteor Dniepropetrowsk (ukr. Футбольний клуб «Метеор» Дніпропетровськ, Futbolnyj Kłub "Meteor" Dnipropetrowśk) – ukraiński klub piłkarski z siedzibą w Dniepropetrowsku.
Występował w rozgrywkach mistrzostw i Pucharu obwodu dniepropetrowskiego. W 1963 startował w rozgrywkach Pucharu Ukraińskiej SRR, gdzie w finale pokonał Torpedo Mikołajów. Potem kontynuował występy w rozgrywkach Mistrzostw i Pucharu obwodu, dopóki nie został rozwiązany.

## Sukcesy
- Puchar Ukraińskiej SRR: zdobywca 1963